# 1914: The Great War
1914: The Great War (tạm dịch: 1914: Cuộc chiến vĩ đại) là trò chơi máy tính thuộc thể loại chiến thuật theo lượt lấy bối cảnh lịch sử về cuộc Chiến tranh thế giới thứ nhất do hãng TriNode phát triển và JoWooD Entertainment AG phát hành vào ngày 8 tháng 9 năm 2002 ở Châu Âu.

## Cốt truyện
Người chơi sẽ đóng vai một viên sĩ quan được cấp trên phân công đóng quân tại nhiều đồn, bốt khác nhau để chứng minh khả năng chiến thuật và chiến lược của mình nhằm chiến đấu chống lại quân thù dọc theo chiến tuyến Tây Âu trong suốt Thế chiến I.

## Cách chơi
Phần chơi chiến dịch của game gồm 15 màn chơi khác nhau với hơn 60 đơn vị từ bốn quốc gia (Đức, Pháp, Anh và Mỹ), tất cả đều dựa trên các trận chiến có thực trong lịch sử, người chơi có thể lựa chọn hai phe để tham chiến là Đồng minh và Đức. Ngoài việc tác chiến trên bộ, người chơi cũng có thể điều khiển máy bay chiến đấu trên không và thực hiện các cuộc oanh tạc, game chỉ thiếu các đơn vị hải quân và các trận thủy chiến. Bên cạnh các lệnh cơ bản như tấn công và chuyển động, còn có lệnh duy nhất cho các đơn vị đặc biệt. Ngoài ra người chơi có thể sử dụng lính công binh xây dựng rào chắn dây thép kẽm gai, vận tải, loại bỏ những vật cản hoặc sử dụng xe tải để nạp đạn cho đại pháo. Chế độ chơi mạng hỗ trợ tối đa 4 người chơi cùng lúc. Các đơn vị lính được nhà sản xuất thiết kế full 3D với độ chi tiết và chính xác cao cùng âm thanh sống động và đồ họa cảnh quan đủ tái tạo lại bầu không khí Thế chiến I.